# Porphyrogennetos-Palast

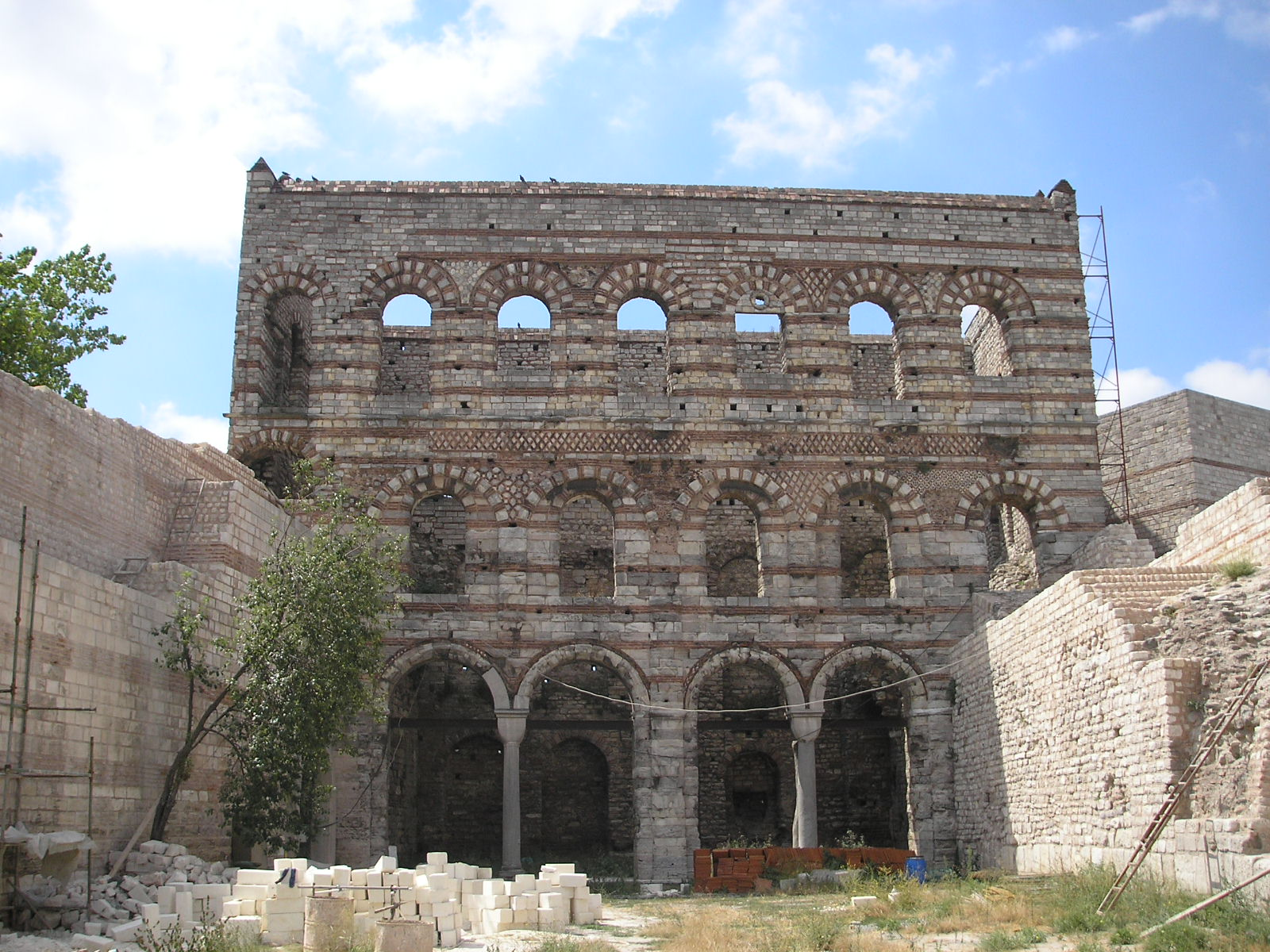
Der Palast vor der „Restaurierung“

Als Porphyrogennetos-Palast (auch Palast des Konstantin Porphyrogenitus oder Tekfur-Palast; türkisch Tekfur Sarayı, „Palast des Kaisers“) wird ein byzantinischer Palast aus dem 13. Jahrhundert im nordwestlichen Teil der Altstadt von Istanbul (Konstantinopel) bezeichnet.
Der Palast wurde vermutlich in der 2. Hälfte des 13. Jahrhunderts erbaut. Zwischen Vor- und Hauptmauer in die Theodosianische Landmauer eingefügt, war er ein Teil des Palastviertels um den Blachernen-Palast. Der Palast des Konstantin Porphyrogenitos ist nicht nach Kaiser Konstantin Porphyrogennetos benannt worden, der im 10. Jahrhundert regierte; er entstand lange nach dessen Zeit. Der Palast erhielt seinen Namen nach Konstantin Palaiologos Porphyrogennetos, einem Sohn des Kaisers Michael VIII. Porphyrogennetos (πορφυρογέννητος), d. h. „der Purpurgeborene“ war in diesem Zusammenhang der Beiname eines Mitglieds des Herrscherhauses, das wie Konstantin Palaiologos als Sohn eines byzantinischen Kaisers im Purpurgemach des kaiserlichen Palastes geboren wurde, und als Erbe des byzantinischen Throns in Frage kam.
Nach der Eroberung von Konstantinopel 1453 durch die Osmanen diente der Palast als Teil der Menagerie des Sultans. 1719 wurde hier mit Handwerkern aus Iznik eine Keramikmanufaktur eingerichtet, bevor er im 19. Jahrhundert dem Verfall überlassen wurde. Es blieben nur die äußeren Umfassungsmauern des Palastes mit der Fassade aus rotem Backstein und weißem Marmor erhalten. Dieser charakteristische Materialwechsel wurde als Gestaltungsmittel verwandt, um durch die Verwendung von breiten Schichten Quadermauerwerk, gefolgt von Schichten aus dünnen Ziegeln mit breiten Mörtelschichten dazwischen, eine Polychromie des Mauerwerks zu erzeugen. Der Tekfur-Palast ist das einzige bedeutende Beispiel der weltlichen byzantinischen Architektur Konstantinopels, das bis heute erhalten blieb. Seit 2006 wurden am Palast umfangreiche Wiederherstellungsarbeiten durchgeführt, seit 2021 ist er als Museum zugänglich.

## Ansichten

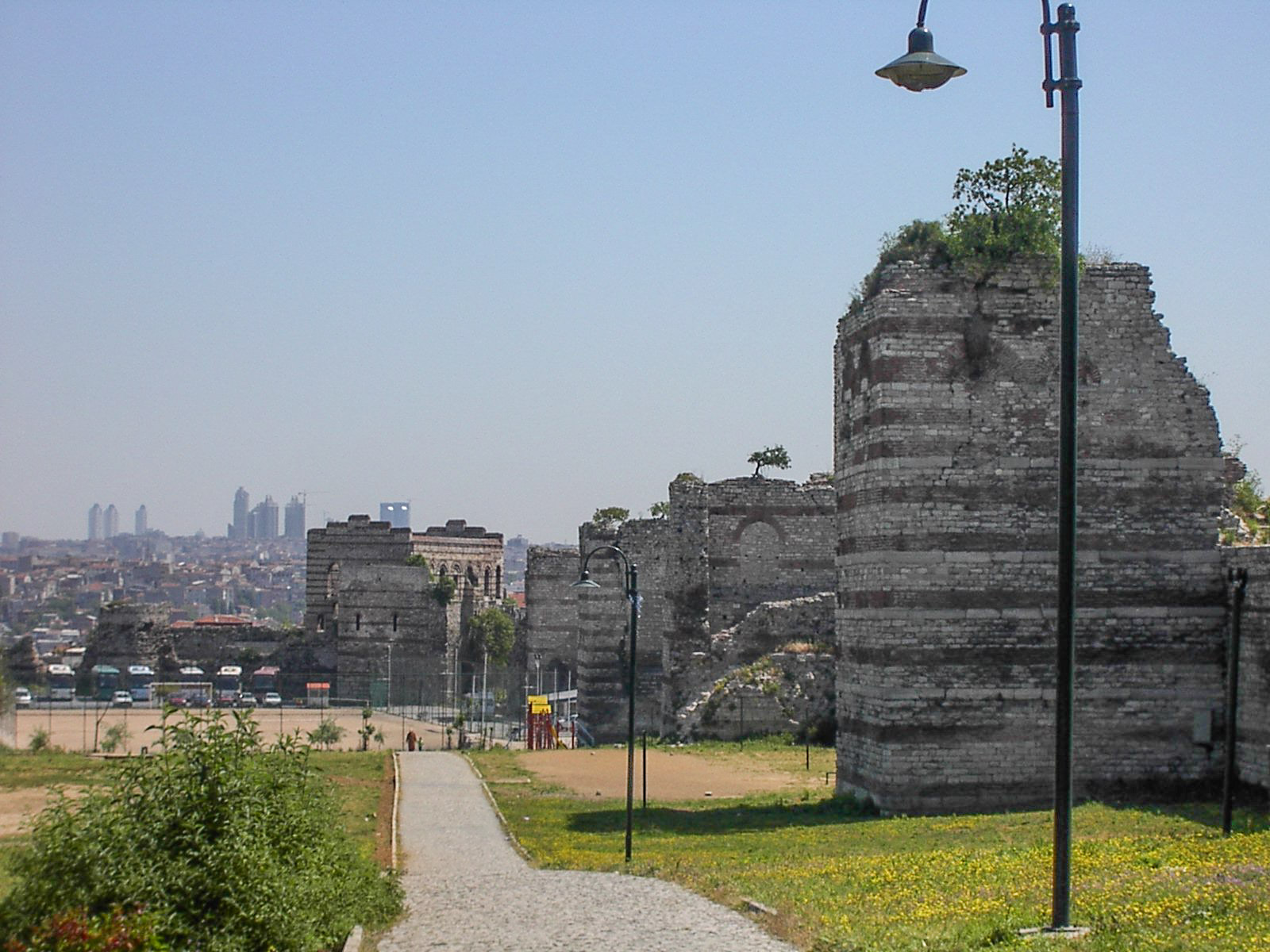
Der Porphyrogennetos-Palast im Hintergrund, vorn die Theodosianische Landmauer
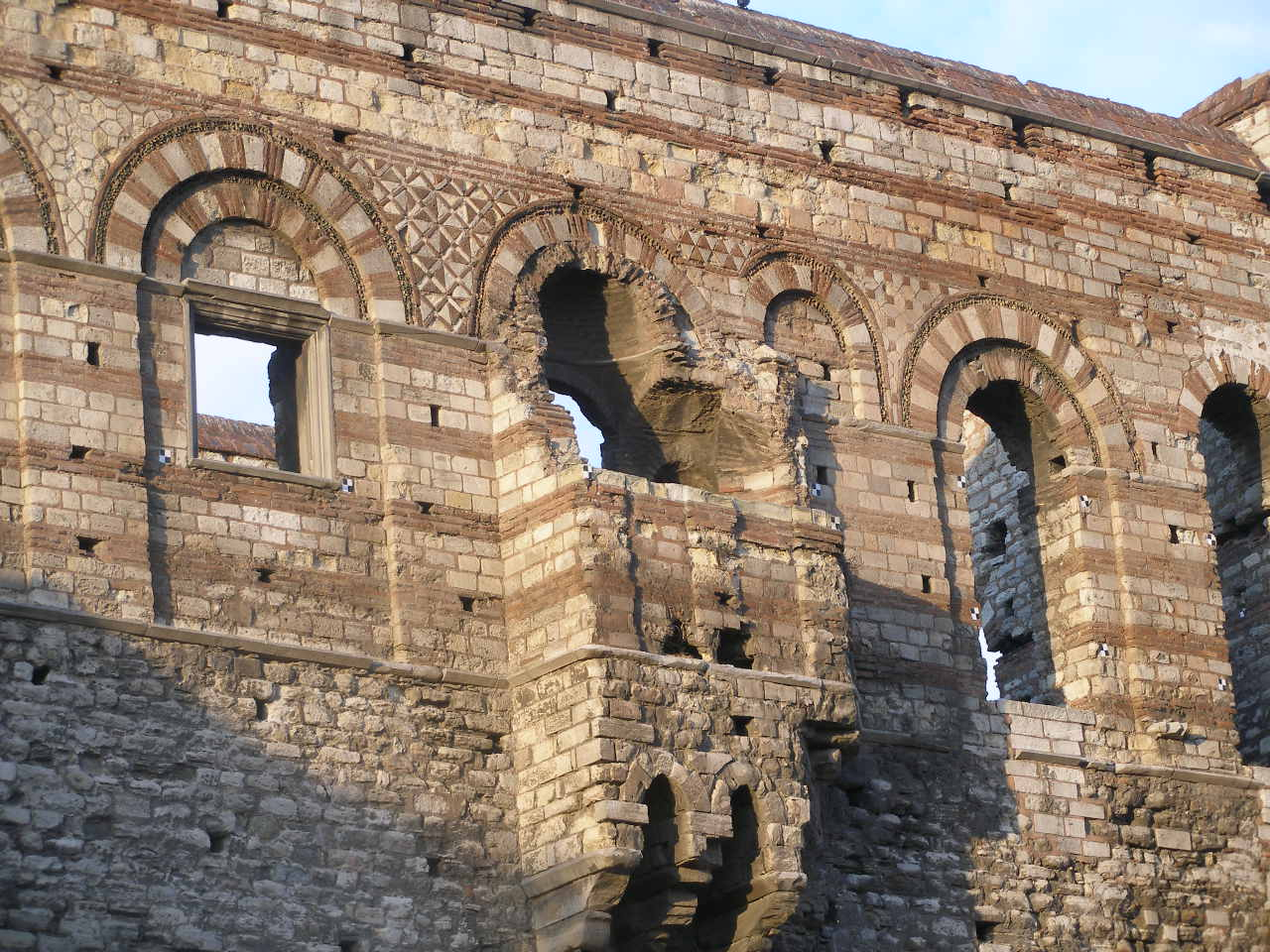
Reste der Kapelle (Südmauer)
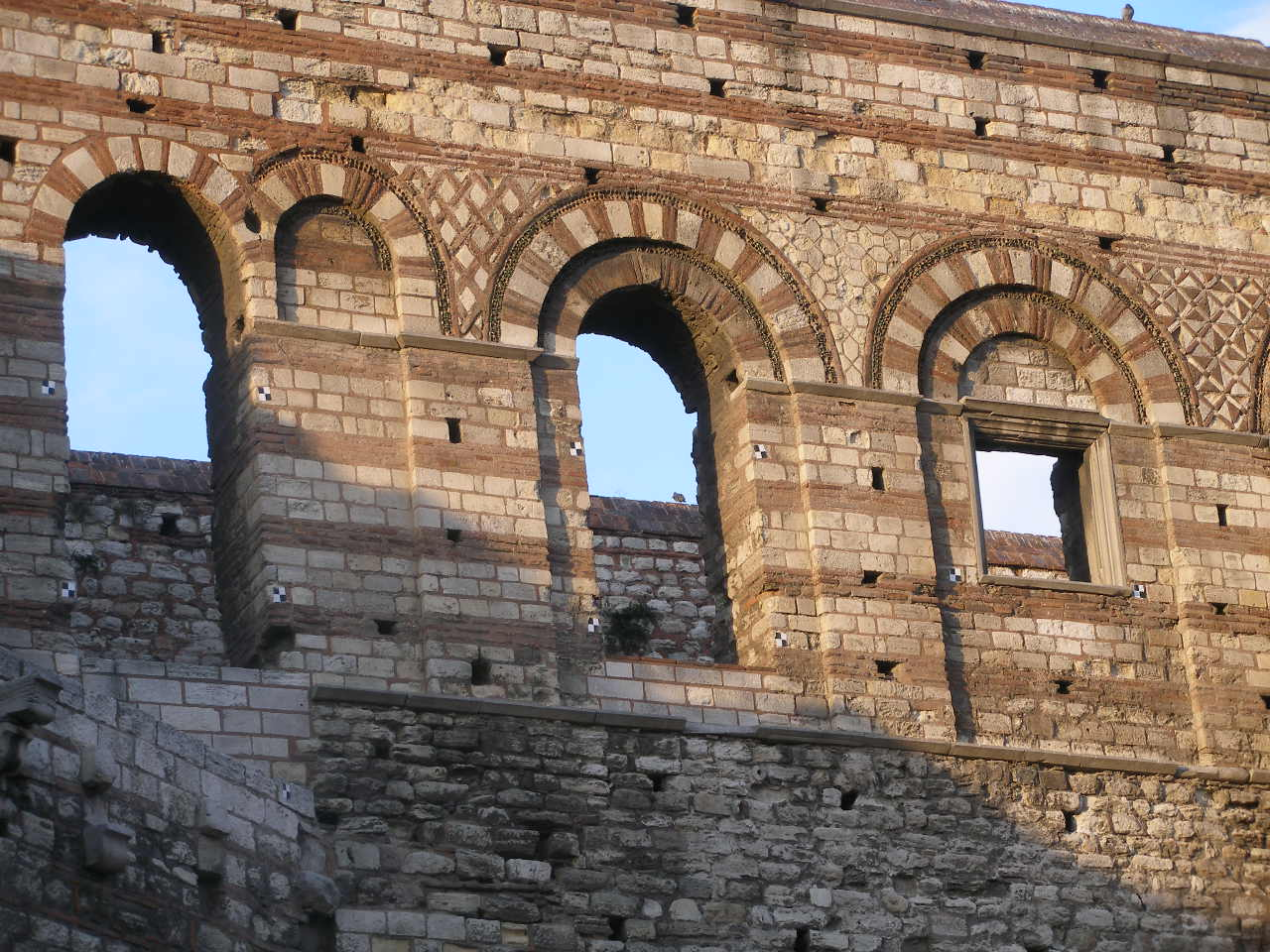
Polychromie des Mauerwerks (Südmauer)
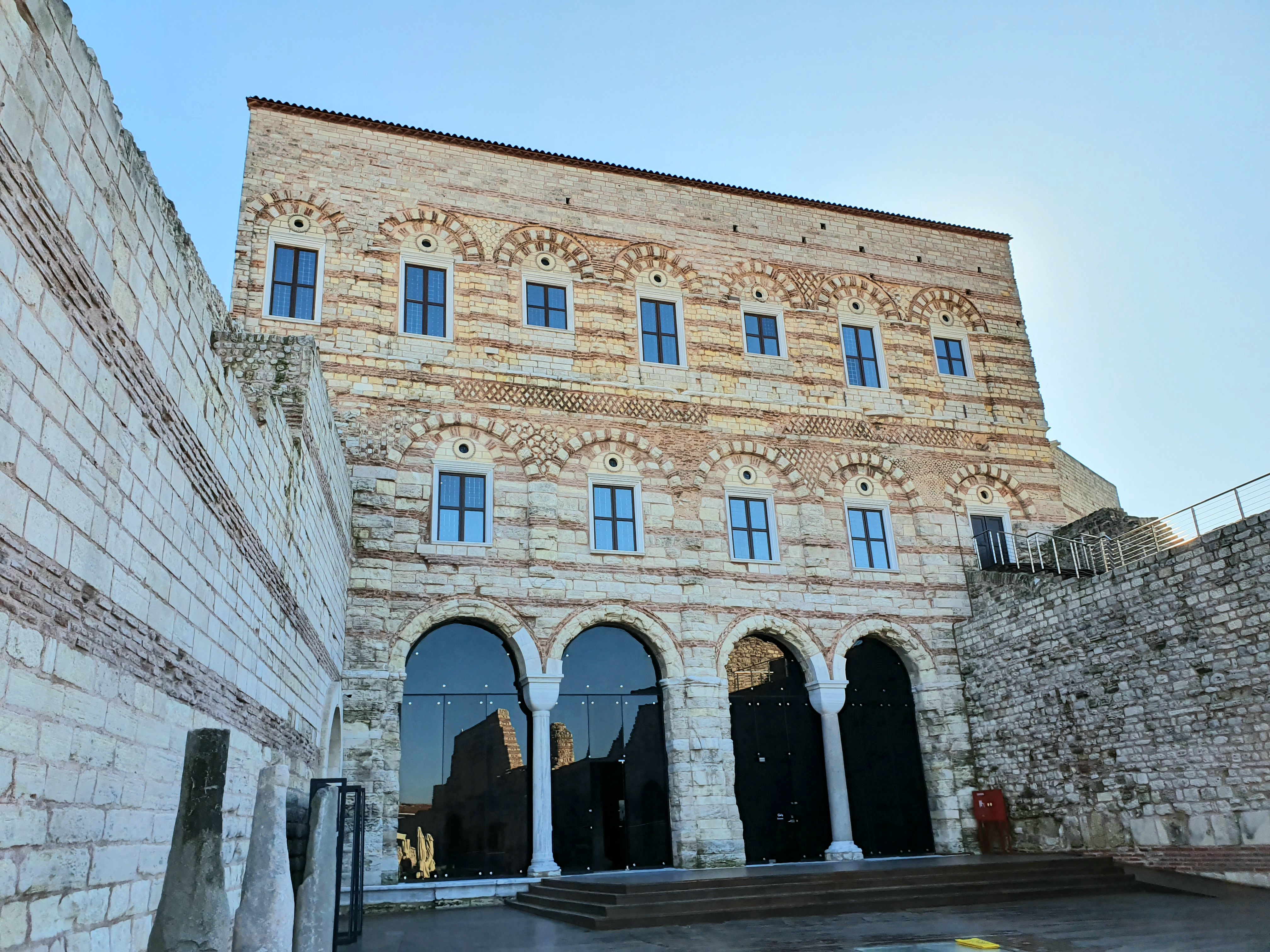
Der Palast nach der Restaurierung